# Stagnicola zebrella
Stagnicola zebrella is een slakkensoort uit de familie van de Lymnaeidae. De wetenschappelijke naam van de soort is voor het eerst geldig gepubliceerd in 1913 door B. Dybowski.